# Varacosa apothetica
Varacosa apothetica là một loài nhện trong họ Lycosidae.
Loài này thuộc chi Varacosa. Varacosa apothetica được Alfred Russel Wallace miêu tả năm 1947.